# Unterspannbahn

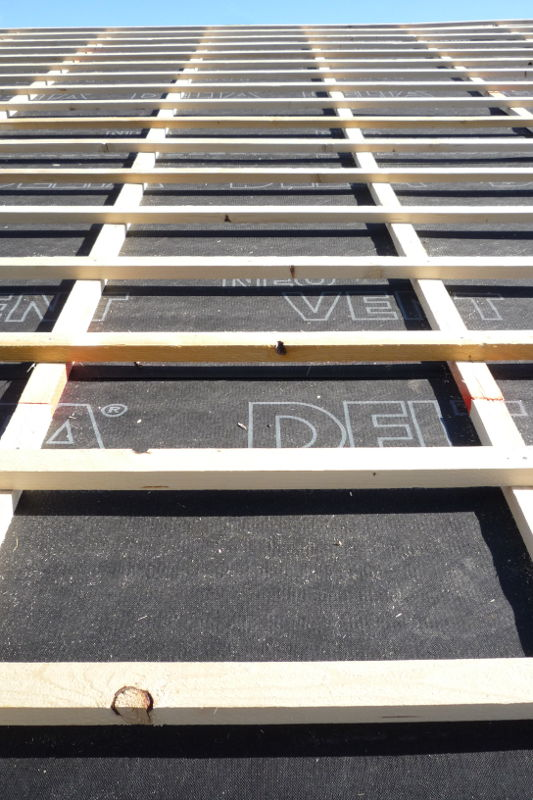
Unterspannbahn mit zwei darüber angebrachten Lattungen

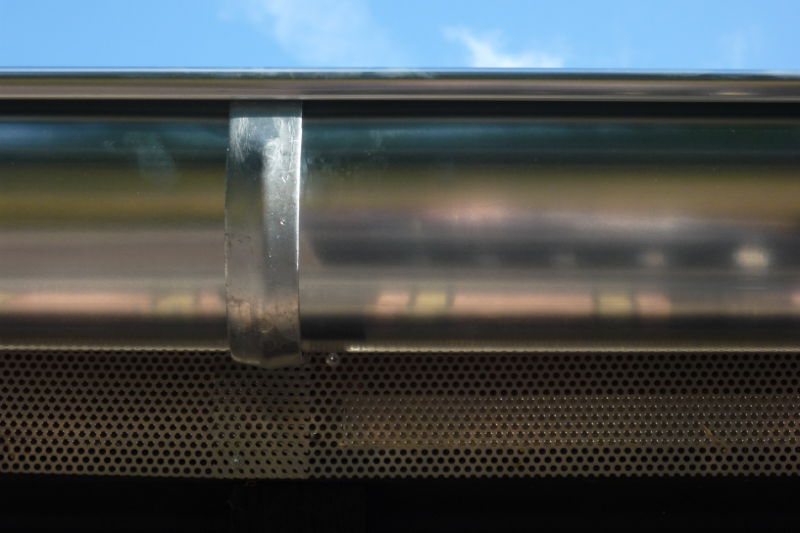
Zur Belüftung der Unterspannbahn wird unterhalb der Dachrinne ein Traufenlüftungsgitter montiert

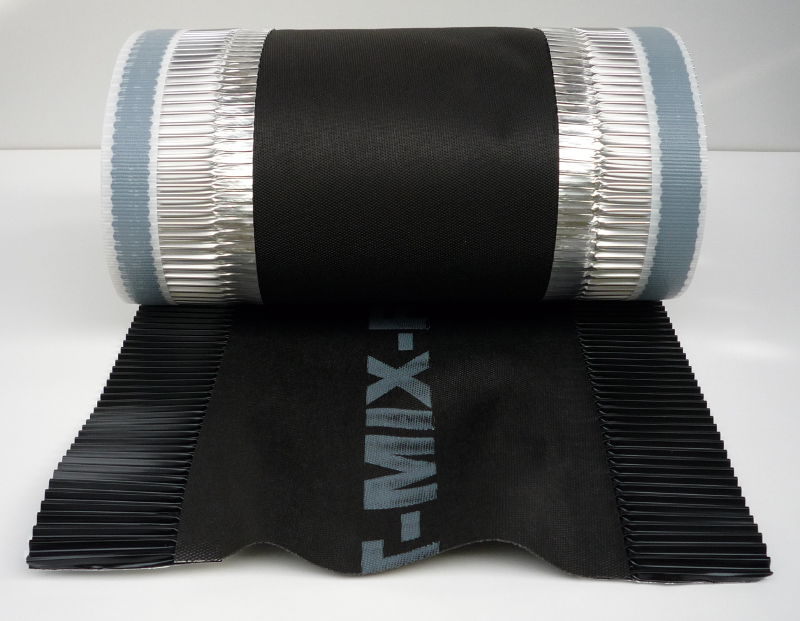
Zur Belüftung speziell des Firstes kommt eine First- und Gratlüftungsrolle zum Einsatz

Eine Unterspannbahn (USB) ist ein flächiges Bauteil, das bei Steildächern unterhalb der wasserableitenden Dachdeckung angeordnet wird. Sie dient dazu, Flugschnee oder Regen, der vom Wind unter die Eindeckung geblasen wird, nach unten abzuleiten. Sie wird auf die Sparren genagelt und muss beidseitig hinterlüftet werden (primäre Lüftungsebene).
Im Gegensatz dazu liegen Dachpappen,  Schalungsbahnen und dampfdiffusionsoffene Unterdeckbahnen auf einer Schalungsebene auf (meist in Form einer durchgehenden Bretterschicht). Fassadenbahnen werden an senkrechten Flächen eingesetzt.

## Wasserdampfdiffusion
Diffusionsoffenheit spielt bei Unterspannbahnen zunächst keine Rolle. Ein typischer Sd-Wert von Unterspannbahnen, die nicht auf Dampfdurchlässigkeit optimiert sind, liegt bei 3 m.
Eine Dämmung zwischen den Sparren muss jedoch durchgehend wenigstens 2 cm Abstand zur Unterspannbahn halten, wenn diese nicht diffusionsoffen ist, um einen Abtransport der von innen nach außen wandernden Luftfeuchtigkeit zu gewährleisten. Der Wasserdampf wird von einem Luftstrom unterhalb der Bahn durch thermischen Auftrieb von der Traufe bis zum First transportiert. Man spricht in diesem Fall von einem Kaltdach.
Um diesen Luftstrom zu ermöglichen, ist darauf zu achten, dass die Einströmöffnungen an der Traufe nicht verschlossen werden, dass die Bahnen kurz vor dem First enden (um die feuchte Luft unter den mit etwas Abstand montierten Firstziegeln heraustreten zu lassen) und dass unterhalb und oberhalb von Dacheinbauten wie Dachflächenfenstern, Gauben und Schornsteinen die Luft durch Lüftungsziegel aus- und eintreten kann.
Wird allerdings eine Dämmschicht bis dicht an die Bahn eingebaut (z. B. eine nachträglich eingeblasene Zellulosedämmung), spricht man von einem Warmdach. Bei der Bahn muss es sich in diesem Fall um eine diffusionsoffene Unterdeckbahn handeln. Ein typischer Sd-Wert liegt bei 0,02 m.
Diffusionsoffene Unterspann- und Unterdeckbahnen unterscheiden sich im Schichtenaufbau, im Material, in der Art der Funktionsmembrane und im Gewicht. Es gibt vier Typen:
- Vliese kombiniert mit mikroporöser Funktionsmembrane
- Vliese kombiniert mit monolithischer Funktionsmembrane
- Produkte komplett aus Spinnvlies
- Vlies kombiniert mit Beschichtung

## Verarbeitung
Heute werden klassische Unterspannbahnen meist nur noch bei unausgebauten Dachgeschossen eingesetzt.
Die Bahn sollte leicht durchhängen, um das anfallende Wasser von der Konterlattung weg- und nach unten abzuführen. Die Bahnen sollten jeweils die darunterliegende Bahn um 10 bis 20 cm überlappen. Die Stöße und Nähte können verklebt werden, dadurch wird die Unterspannung zur geschlossenen Deckunterlage hinsichtlich der Sicherung gegen Windkräfte. Bei der Ausführung sollten die jeweiligen Produktbeschreibungen und Herstellerangaben berücksichtigt werden.
Nach dem Produktdatenblatt für Unterspannbahnen des Zentralverband des Deutschen Dachdeckerhandwerks sollten bei zu Wohnzwecken ausgebauten und wärmegedämmten Dachräumen Behelfsdeckungen vorgesehen werden.
Eine Unterspannbahn gilt als Behelfsdeckung, wenn alle Anschlüsse gegen Hinterlaufen gesichert und Nageldichtungsbänder unter der Konterlattung verwendet werden.
Spannbahnen aller Art, die im klassischen Schrägdach eingesetzt werden, werden auch Steildachbahnen genannt.